# 631 v.Chr.
Het jaar 631 v.Chr. is een jaartal volgens de christelijke jaartelling.

## Gebeurtenissen

### Griekenland
- Griekse kolonisten uit Thera stichten de stad Cyrene in Noord-Afrika.
- Stichting van de kolonie Sinope vanuit Milete.

### Klein-Azië
- Koning Sadyattes (631 - 619 v.Chr.) heerser over het koninkrijk Lydië.